# ローリー (重巡洋艦)
ローリー (HMS Raleigh) はイギリス海軍の重巡洋艦。ホーキンス級。艦名はウォルター・ローリーにちなみ、この名を持つ6隻目のイギリス海軍艦艇である。1921年に竣工して北アメリカ・西インド艦隊に所属。1922年に座礁し、後に爆破された。

## 艦歴
ウィリアム・ベアードモア社のダルミュアの造船所で1915年12月9日に起工。1919年8月28日に進水し、1921年7月に竣工した。
「ローリー」は北アメリカ・西インド艦隊司令長官Trevylyan Napier中将の旗艦となるため7月26日にバミューダへ向けて出発するが、Napierは7月30日に死去。新たに司令長官となったウィリアム・パケナムが8月12日に「ローリー」に将旗を掲げた。「ローリー」は9月1日にモントリオールへ向け出航。2か月後にバミューダに戻り、次はジャマイカを訪問した。1922年1月にはパナマ運河を通過し、21日にサンフランシスコに錨をおろした。翌月バミューダに戻り、5月にはチェサピーク湾周辺のワシントンD.C.などを訪問。その後、カナダへ向かった。8月3日、パケナムは軽巡洋艦「カルカッタ」に移った。
8月8日、ニューファンドランド島Hawke's Bayからラブラドール地方のForteauへ向かっていた「ローリー」はベルアイル海峡で濃霧に遭遇し、L'Anse Amourで座礁。強風により艦尾が岩礁に乗り上げて多数の破孔が生じ、艦は8度傾斜した。乗員が艦を離れる際に、溺れたり低体温症で多数の死者が出た。

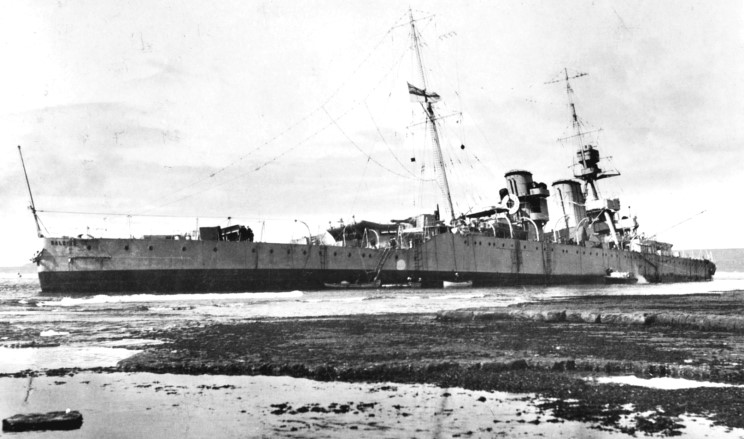
座礁した「ローリー」（1922年8月）

翌日、乗員は艦の状態の確認や私物の回収のため「ローリー」に戻り、船体に260-フート  (79 m)の裂け目があるのを発見した。同日、軽巡洋艦「ケープタウン」と「カルカッタ」が到着し、食事を提供した。悪天候の中、すぐに出来ることもほとんどなかったことからイギリスへの移送のため「ローリー」の生存者の多くは徒歩でForteauへと向かった。彼らを乗せるカナダの客船「エンプレス・オブ・フランス」が8月10日に到着するも、全員分の十分な食料がないことを理由に艦長は乗船を拒否。客船「モントローズ」が来るまで、さらに何日か待つこととなった。何百人かは「ローリー」のサルベージや、住民による同様の行為の阻止のため残され、有用なものがすべて回収された後、船体は放置された。イギリスへの帰還後、艦長のArthur Bromleyと航海長は軍法会議にかけられ、職務怠慢とされた。彼らは厳しい懲戒処分を受けて船から降ろされ、依願退役した。
無傷に見える「ローリー」が付近を通過する船から目撃されるのは体面がよくないため、1926年に海軍本部委員会は船舶の航行の障害となるとして「ローリー」を浮揚させるよう命令。しかしそれは不可能であると判明したことから「ケープタウン」と「カルカッタ」の艦長は残骸から可能な限りのものを取り除いた後それを破壊するよう命じられた。「ケープタウン」乗員が前者に、「カルカッタ」乗員が後者に従事し、「ローリー」は9月23日から5日かけて爆雷を用いて破壊された。
爆破された残骸は回収されず、いまだに多く残っている。カナダ海軍が2003年と2005年に7.5インチ砲の弾薬を回収したが、2016年現在でも砲弾があるのが視認できるとする報告がある。

## 註
1. ↑  いつ破壊されたかについては混乱が見られる。M. J. Whitleyは1928年7月に爆破されたとするが、 Antony Prestonは1927年としている[8][9]。